# Antonio Abondio

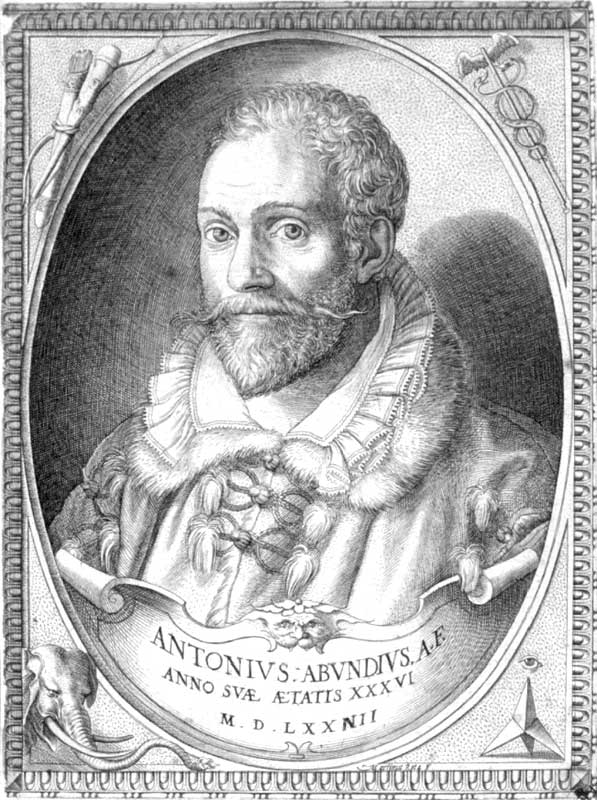
Antonio Abondio

Antonio Abondio, auch: Abundi, Abbondio; Signa: AN, AB, A.A. (* 1538 in Riva del Garda; † 3. Mai 1591 in Wien) war ein italienischer Maler, Medailleur und Wachsbossierer.

## Leben
Abondio stammte aus einer italienischen Adelsfamilie, die neben Geistlichen auch Bildhauer hervorgebracht hat und in Ascona ansässig war. Bei seinem Vater wird er sich mit den unterschiedlichsten Techniken der bildenden Kunst, insbesondere dem Medaillenschaffen, vertraut gemacht haben. So lernte er früh bei bedeutenden Kollegen in Oberitalien und gilt als  ein Vertreter des eleganten italienischen Medaillenstils. Einflüsse sind unter anderem von Leone Leoni bemerkbar. Seit 1552 ist seine Tätigkeit in Italien nachweisbar.
Über Tirol gelangt er 1556 an den kaiserlichen Hof von Maximillian II. in Wien, wo er als Konfettor (Portraitist)  eine Anstellung fand. Dieser bestätigte 1574 seinen Adelsstand. Nachdem jener 1576 gestorben war, blieb er unter Kaiser Rudolf II. weiter in seiner Stellung. Mit diesem wechselte er 1580 nach Prag und kehrte in späten Lebensjahren nach Wien zurück, wo er starb.

## Wirken
Auf seinen Reisen durch Holland, Spanien, Deutschland, Italien und Frankreich, sammelte er viele Erfahrungen, die in seine Arbeiten einflossen. So ist er zu einem führenden Repräsentanten der Medailleure seiner Zeit geworden, er gilt als der letzte große Meister des Cinquecento, obwohl er nördlich der Alpen tätig war. Abondios Art der Bildnisgestaltung der Fürstenmedaille blieb neben niederländischen Einflüssen für einige Jahrzehnte bestimmend für den österreichischen und süddeutschen Raum.
Er hat somit keinen unwesentlichen Anteil an der Entwicklung des Frühbarocks auf diesem Gebiet gehabt.
Seine Medaillen zeigen die kaiserliche Familie und die Repräsentanten des Wiener Hofes, aber auch andere Potentaten des Heiligen römischen Reiches und große Gelehrte seiner Zeit.
Als einen Höhepunkt in seinem Schaffen können die zwischen 1585 und 1587 geschaffenen habsburgischen Gnadenmedaillen betrachtet werden. So ist er unter anderem der Schöpfer des Doppeladlers auf böhmischen und ungarischen Münzen.
Er hat sich nicht nur als detailreicher Medailleur mit einem hohen Qualitätsstandard einen Namen gemacht, sondern auch durch seine Wachsgussmedaillons, die durch ihre Bemalung uns heute einen tiefen Einblick in die Mode der damaligen Zeit gewähren. Durch die Herstellung der Gussform aus Wachs für Bronze angeregt, begann er, diese zu eigenständigen Kunstwerken zu vervollkommnen.
Sein Werk setzte sein Sohn Alessandro Abondio (1570–1648) erfolgreich fort.